# Tipula (Papuatipula) obediens
Tipula (Papuatipula) obediens is een tweevleugelige uit de familie langpootmuggen (Tipulidae). De soort komt voor in het Australaziatisch gebied.